# هارفي غينتري
هارفي غينتري (بالإنجليزية: Harvey Gentry)‏ هو لاعب كرة قاعدة أمريكي، ولد في 27 مايو 1926 في وينستون-سالم في الولايات المتحدة، وتوفي في 1 يوليو 2018 في بيكيرينغتون في الولايات المتحدة.

## وصلات خارجية
- هارفي غينتري على موقعبيزبول رفرنس.كوم (الدوري الرئيسي) (الإنجليزية)